# Coupe du monde de ski de vitesse 2024
Navigation
2023 2025
La Coupe du monde de ski de vitesse 2024 se déroule du 27 janvier 2024 à Vars (France) au 28 mars 2024 à Vars (France). La compétition est mise en place par la Fédération internationale de ski et de snowboard où 6 épreuves , masculines comme féminines, sont programmées pour déterminer le vainqueur du globe de cristal (récompense décernée au vainqueur).
En raison des conditions de neige, les 4 épreuves prévues en Andorre et en Espagne ont été annulées et 2 épreuves sont venues se rajouter à Vars aux 2 épreuves initialement programmées dont la seconde est finalement annulée. L'ensemble de la Coupe du monde se déroule ainsi à Vars sur un total de seulement 3 épreuves du 27 janvier au 25 mars 2024.
Chez les hommes, l'Italien Simone Origone l'emporte pour une incroyable 15e fois en s'adjugeant les 3 épreuves. Il précède le Français Simon Billy, triple champion du monde  et recordman du monde en titre. Le Néo-Zélandais Tawny Wagstaff monte pour la première fois sur le podium et Bastien Montès termine au pied de ce dernier
Chez les dames, en l'absence de Britta Backlund, l'Italienne Valentina Greggio remporte le titre pour la 6e fois, en s'adjugeant les 3 manches. Elle devance la Française Cléa Martinez et la Suédoise Mathilda Persson qui monte pour la première fois sur le podium.

## Déroulement de la saison
6 épreuves sont prévues au départ pour les hommes comme pour les dames, dans 3 stations situées dans 3 pays européens différents.

## Classement général
| Rang | Nom              | Points | Victoire(s) | Podium(s) |
| ---- | ---------------- | ------ | ----------- | --------- |
| 1er  | Simone Origone   | 300    | 3           | 3         |
| 2e   | Simon Billy      | 240    | 0           | 3         |
| 3e   | Tawny Wagstaff   | 155    | 0           | 1         |
| 4e   | Bastien Montès   | 146    | 0           | 1         |
| 5e   | Radim Palan      | 141    | 0           | 1         |
| 6e   | Olof Abrahamsson | 109    | 0           | 0         |
| 7e   | Marc Amann       | 108    | 0           | 0         |
| 8e   | Ugo Portal       | 84     | 0           | 0         |
| 9e   | Ivan Origone     | 80     | 0           | 0         |
| 10e  | Philippe May     | 76     | 0           | 0         |

| Rang | Nom                     | Points | Victoire(s) | Podium(s) |
| ---- | ----------------------- | ------ | ----------- | --------- |
| 1re  | Valentina Greggio       | 300    | 3           | 3         |
| 2e   | Cléa Martinez           | 240    | 0           | 3         |
| 3e   | Mathilda Persson        | 170    | 0           | 3         |
| 4e   | Agnes Abrhamsson        | 150    | 0           | 0         |
| 5e   | Cornelia Thun Sandstrom | 135    | 0           | 0         |
| 6e   | Marta Visa Carol        | 112    | 0           | 0         |
| 7e   | Maëlle Loridon          | 109    | 0           | 0         |
| 8e   | Siri Kling Andersson    | 81     | 0           | 0         |
| 9e   | Sylvie Hudeckova        | 32     | 0           | 0         |

## Calendrier

### Hommes
| Date            | Lieu      | Vainqueur                                                  | Vitesse vainqueur                                          | Deuxième                                                   | Troisième                                                  |
| 27 janvier 2024 | Vars      | Simone Origone                                             | 214,51 km/h                                                | Simon Billy                                                | Tawny Wagstaff                                             |
| 28 janvier 2024 | Vars      | Simone Origone                                             | 224,55 km/h                                                | Simon Billy                                                | Bastien Montès                                             |
| 28 février 2024 | Formigal  | Épreuves annulées (une épreuve reportée à Vars le 25 mars) | Épreuves annulées (une épreuve reportée à Vars le 25 mars) | Épreuves annulées (une épreuve reportée à Vars le 25 mars) | Épreuves annulées (une épreuve reportée à Vars le 25 mars) |
| 29 février 2024 | Formigal  | Épreuves annulées (une épreuve reportée à Vars le 25 mars) | Épreuves annulées (une épreuve reportée à Vars le 25 mars) | Épreuves annulées (une épreuve reportée à Vars le 25 mars) | Épreuves annulées (une épreuve reportée à Vars le 25 mars) |
| 13 mars 2024    | Grau Roig | Épreuves annulées (une épreuve reportée à Vars le 28 mars) | Épreuves annulées (une épreuve reportée à Vars le 28 mars) | Épreuves annulées (une épreuve reportée à Vars le 28 mars) | Épreuves annulées (une épreuve reportée à Vars le 28 mars) |
| 14 mars 2024    | Grau Roig | Épreuves annulées (une épreuve reportée à Vars le 28 mars) | Épreuves annulées (une épreuve reportée à Vars le 28 mars) | Épreuves annulées (une épreuve reportée à Vars le 28 mars) | Épreuves annulées (une épreuve reportée à Vars le 28 mars) |
| 25 mars 2024    | Vars      | Simone Origone                                             | 212,03 km/h                                                | Simon Billy                                                | Radim Palan                                                |
| 28 mars 2024    | Vars      | Épreuve annulée (en raison des conditions météo)           | Épreuve annulée (en raison des conditions météo)           | Épreuve annulée (en raison des conditions météo)           | Épreuve annulée (en raison des conditions météo)           |

### Femmes
| Date            | Lieu      | Vainqueur                                                  | Vitesse vainqueur                                          | Deuxième                                                   | Troisième                                                  |
| 27 janvier 2024 | Vars      | Valentina Greggio                                          | 219,69 km/h                                                | Cléa Martinez                                              | Mathilda Persson                                           |
| 28 janvier 2024 | Vars      | Valentina Greggio                                          | 216,38 km/h                                                | Cléa Martinez                                              | Mathilda Persson                                           |
| 28 février 2024 | Formigal  | Épreuves annulées (une épreuve reportée à Vars le 25 mars) | Épreuves annulées (une épreuve reportée à Vars le 25 mars) | Épreuves annulées (une épreuve reportée à Vars le 25 mars) | Épreuves annulées (une épreuve reportée à Vars le 25 mars) |
| 29 février 2024 | Formigal  | Épreuves annulées (une épreuve reportée à Vars le 25 mars) | Épreuves annulées (une épreuve reportée à Vars le 25 mars) | Épreuves annulées (une épreuve reportée à Vars le 25 mars) | Épreuves annulées (une épreuve reportée à Vars le 25 mars) |
| 13 mars 2024    | Grau Roig | Épreuves annulées (une épreuve reportée à Vars le 28 mars) | Épreuves annulées (une épreuve reportée à Vars le 28 mars) | Épreuves annulées (une épreuve reportée à Vars le 28 mars) | Épreuves annulées (une épreuve reportée à Vars le 28 mars) |
| 14 mars 2024    | Grau Roig | Épreuves annulées (une épreuve reportée à Vars le 28 mars) | Épreuves annulées (une épreuve reportée à Vars le 28 mars) | Épreuves annulées (une épreuve reportée à Vars le 28 mars) | Épreuves annulées (une épreuve reportée à Vars le 28 mars) |
| 25 mars 2024    | Vars      | Valentina Greggio                                          | 207,56 km/h                                                | Cléa Martinez                                              | Mathilda Persson                                           |
| 28 mars 2024    | Vars      | Épreuve annulée (en raison des conditions météo)           | Épreuve annulée (en raison des conditions météo)           | Épreuve annulée (en raison des conditions météo)           | Épreuve annulée (en raison des conditions météo)           |